# Rudolf Georg Strey
Rudolf Georg Strey (* 28. April 1907 in Templin, Deutsches Kaiserreich; † 30. Juni 1988 in Namibia) war ein deutsch-namibischer Botaniker und ehemaliger Landwirt. Sein botanisches Autorenkürzel lautet „Strey“.

## Leben
Strey war der zweitjüngste Sohn von Wilhelm Georg Strey, der zunächst Apotheker in Templin und danach in Stettin und Angermünde war. Strey besuchte von 1914 bis 1918 das Friedrich-Wilhelm-Gymnasium in Stettin und von 1918 bis 1923 das Uckermärkische Real-Pro-Gymnasium in Angermünde. Während sein Bruder ebenfalls Apotheker wurde, schlug Strey eine berufliche Laufbahn in der Landwirtschaft ein. Er besuchte zwischen 1923 und 1928 eine Reihe von landwirtschaftlichen Einrichtungen, in Genschmar im Oderbruch, auf dem Rittergut Groß-Lübars im Westhavelland, in Groß Santersleben in der Magdeburger Börde und schließlich in Gröningen bei Rathenow. Von 1927 bis 1928 absolvierte er eine landwirtschaftliche Fachschule, die Hóhere Lehranstalt für Praktische Landwirte in Potsdam, wo er zum staatlich geprüften Landwirt diplomiert wurde. Aufgrund der Depression und der Abwertung der Währung in Deutschland nach dem Ersten Weltkrieg und der Weltwirtschaftskrise wanderte er nach Südwestafrika aus.
Er ging bei August Stauch, einem Diamantenhändler, in die Lehre und arbeitete auf dessen Farm Dordabis, wo er auf der benachbarten Farm Ibenstein seine erste Frau kennenlernte. Kurz darauf ging Stauchs Geschäft in Konkurs und Strey besuchte einen Kurs über Karakulschafzucht am Neudamm Agricultural College bei Windhoek. Streys Vater und sein Onkel kamen 1930 nach Südwestafrika, und Strey machte sich auf der staatlichen Farm Buellspoort Nr. 172, Distrikt Rehoboth, in der Nähe der Naukluftberge selbständig. Sein Vater unterstützte ihn beim Kauf des Hofes, aber er blieb nur kurze Zeit, bevor er nach Deutschland zurückkehrte. Der Betrieb erwies sich bis zur großen Dürre von 1933 als rentabel für die Milchviehhaltung, woraufhin Strey auf die Haltung von grauen und schwarzen Karakulschafen umstieg. Während dieser Zeit erkrankte er schwer an einer Kombination aus Maltafieber, Amöbenruhr und Malaria und kehrte zur Behandlung nach Deutschland in das Institut für Tropenmedizin Tübingen zurück.
Strey entwickelte ein Interesse an der Botanik, während er als Landwirt der Frage nachging, welche Pflanzen für sein Vieh entweder genießbar oder giftig waren. Da es nur wenig Literatur gab, bemühte er sich, verschiedene Botaniker zu konsultieren. Im Dezember 1934 besuchte ihn Kurt Dinter auf der Buellspoort-Farm, und er traf auch Otto Heinrich Volk sowie Ernst Bruno Schönfelder. 1940 wurde Strey zunächst in Baviaanspoort und Koffiefontein interniert, später kam er in das Internierungslager Andalusia im heutigen Jan Kempdorp in der Nähe von Warrenton in der damaligen Kapprovinz. Eine Reihe deutscher Wissenschaftler gerieten ebenfalls in Kriegsgefangenschaft, darunter Wolfgang Müller-Stoll, Sigmund Eugen Adolf Rehm, Hans Cloos und Volk. Sie organisierten im Lager einen universitätsähnlichen Botaniklehrgang, der 1940 begann und bis 1946 dauerte. Die Studenten wurden regelmäßig geprüft und nach dem Krieg wurde der Abschluss von den deutschen Universitäten anerkannt.
Auf Anregung von Volk baute Strey eine neue Kartei der Flora Südwestafrikas auf und kombinierte die Namen aus der Kartei von Dinter mit der Flora von Paul Range und den Herbarlisten von Schönfelder und Ernst Rusch. Anschließend legte er eine Kartei für alle korrekten Pflanzennamen mit Angaben zu Literatur, Synonymen, Typen und Belegsammlungen an. In dieser Zeit wurde das Werk Genera of South African Flowering Plants von Edwin Percy Phillips ins Deutsche übersetzt. Streys Kartei befindet sich zusammen mit seinen Verzeichnissen von Sammlern, Fundorten und botanischer Literatur über Südwestafrika im National Herbarium in Pretoria.
Nach der Entlassung aus der Kriegsgefangenschaft ging Strey nach Stellenbosch, wo er einige Monate bei Hans Herre blieb, der die Leitung des Botanischen Gartens der Universität Stellenbosch erneut übernommen hatte. Strey arbeitete in den Gärten und im Herbarium der Universität zusammen mit Sigmund Eugen Adolf Rehm. Ende November 1946 kehrte er nach Buellspoort zurück. Aus gesundheitlichen Gründen, aber auch wegen seiner neuen und anderen Interessen, gab er die Landwirtschaft auf. Er begann in allen Teilen des Landes zu sammeln und sandte seine Pflanzen zur Bestimmung nach Kew, München, Kirstenbosch  und Pretoria (Botanical Research Institute). Zwiebeln, Samen und Sukkulente wurden an Herre in Stellenbosch geschickt.
Strey war auch ein eifriger Insektensammler und sammelte Blindkäfer aus der Namib. Er sammelte auch Pilze, die hauptsächlich im Plant Protection Research Institute (PREM) aufbewahrt werden. Er setzte die Zusammenstellung der Verzeichnisse der Sammler in Südwestafrika, der Literatur, der Ortsnamen und der Karten fort, aber sein Hauptinteresse galt zwischen 1947 und 1952 der Archäologie, als er mit dem Prähistoriker Abbé Henri Breuil, einem Experten für paläolithische Archäologie, zusammenarbeitete, der vor allem für seine Studien über Höhlenkunst bekannt war. Breuil hatte von 1944 bis 1951 einen Lehrstuhl an der Witwatersrand-Universität inne und unternahm zwischen 1947 und 1950 drei bedeutende Exkursionen, die Brandberg-Expeditionen, nach Südwestafrika.
Strey leitete und half bei der Organisation dieser Reisen, und zusammen mit Ernst Rudolf Scherz und anderen erforschten, erfassten und kartierten sie prähistorische Stätten in Südwestafrika und in der Kapprovinz. 1950 leitete Strey in Zusammenarbeit mit dem Ethnologen Martin Gusinde eine Expedition zum Okavango, um den Stamm der Taung-Buschmänner zu erforschen. Seine Sammlungen von Felsmalereien, Steinwerkzeugen und anderen Exponaten befinden sich im Windhoek Museum, im Swakopmund Museum und in den archäologischen Sammlungen der Witwatersrand-Universität. Strey lernte auf einer der Expeditionen mit Breuil seine zweite Frau Rita kennen. Sie arbeitete als Künstlerin mit der Gruppe zusammen und reproduzierte verschiedene Gemälde.
1950 verkaufte Strey die Farm Buellspoort. Anschließend organisierte er Expeditionen, bis er 1953 nach Pretoria ging. Er erhielt eine Anstellung in einer kleinen Druckerei und kaufte schließlich seine eigene Druckerei in Germiston. Im Februar 1955 wurde Strey als Techniker an das Botanische Forschungsinstitut in Pretoria berufen, um im National Herbarium (PRE) zu arbeiten. Im Jahr 1961 verfasste er eine Schrift mit dem Titel Two hundred years of Botanical Research in South West Africa, das den Höhepunkt seiner früheren Forschungen darstellte. Darin gibt er einen Überblick über die Geschichte der Botanik in Südwestafrika, unterteilt in verschiedene Epochen, mit einer Auflistung der wichtigsten Sammler und der Herbarien, in denen die Sammlungen untergebracht sind. Die Literatur, die für die Botanik in Südwestafrika von besonderem Interesse ist, wird aufgeführt, darunter Karten, Ökologie, Physiologie, Heil- und Giftpflanzen.
Strey arbeitete sieben Jahre lang in Pretoria und lebte auf einem Grundstück in Silverton, wo er auch Hühner züchtete. Im April 1962 wurde er an das Natal Herbarium in Durban versetzt, wo er Kurator und später Leiter der botanischen Forschungsabteilung wurde. Seine Jahre in Natal markierten die wissenschaftlich aktivste Phase seiner Karriere. Er reorganisierte das Natal Herbarium und baute ein Museum mit frühen Sammlungen von John Medley Wood und eigenen Sammlungen von Insekten, Holz, Früchten und Samen auf. Strey entwickelte den Herbariumsgarten und pflanzte eine große Anzahl seltener Pflanzen aus Natal.
Er sammelte in einem möglichst großen Gebiet, da viele Arten nur von wenigen Exemplaren bekannt waren. Seine Sammlungen, die bei seiner Ankunft in Durban mit 4150 Exemplaren begannen, erreichten bis zu seiner Pensionierung 11.300. Strey legte auch großen Wert darauf, die Typlokalitäten seltener oder einmal gesammelter Pflanzen aus Natal zu besuchen. Seine ersten Forschungen im Natal Herbarium betrafen 1965 die Gattung Dietes aus der Familie der Schwertliliengewächse. Seine Notizen, Präparate von Blütenblättern sowie Kisten mit Früchten und Samen sind im Plant Protection Research Institute (PREM) untergebracht.
Danach widmete sich Strey den Palmengewächsen, insbesondere den Gattungen Hyphaene und Raphia. Er konzentrierte sich vor allem auf die reiche Flora der Sandsteingebiete im südlichen Natal und Pondoland mit ihren vielen endemischen Arten. Er sammelte oft zusammen mit Hugh Barry Nicholson, mit dem er die Region intensiv bearbeitete. Strey entwickelte ein reges Interesse an der Familie der Araliengewächse und betrieb intensive Studien über die Gattung Cussonia.
Neben seinen veröffentlichten Studien erstellte Strey sehr umfassende biographische Notizen über frühe botanische Sammler in Natal, insbesondere über Mark Johnston McKen, John Medley Wood und Wilhelm Keit. Die meisten seiner Aufzeichnungen, die er in Museen und Bibliotheken in Südafrika und Europa (insbesondere auf einer Überseereise im Jahr 1978) machte, befinden sich entweder im Killie Campbell Museum oder im Natal Herbarium in Durban. Strey ging Ende April 1972 in den Ruhestand, wurde aber noch drei Jahre lang bis Ende 1975 weiterbeschäftigt, bevor er sich endgültig in sein Cottage im Village of Happiness in der Nähe von Margate zurückzog.

## Dedikationsnamen
Nach Strey sind unter anderen die folgenden Taxa benannt:
- Pseudosalacia streyi Codd
- Crassula streyi Toelken
- Sonderina streyi Merxm.
- Turraea streyi F. White & B. T. Styles
- Anthospermum streyi Puff
- Indigofera hochstetteri Bak. ssp. streyana (Merxm.) A. Schreib.
- Indigofera herrstreyi Schrire
- Eriosema streyi C.H.Stirt.